# Malteurop
Malteurop, filiale du Groupe Vivescia Industries, est une entreprise française spécialisée dans la production de malt. Elle est l’un des leaders mondiaux du secteur, avec une capacité de production de plus de 2 200 kT en 2018.
Le groupe commercialise une large gamme de malt pour les brasseurs et les distilleries ainsi que des ingrédients à base de malt pour l’industrie agro-alimentaire.

## Historique
En 1962 Malterie Providence agricole est créée. Elle ouvre, en 1962, sa première malterie au Port Colbert, à Reims, inaugurée par M. Pisani, ministre de l’Agriculture.
En 1975, le groupe "l'Union Champagne Malt", constitué d'un dizaine de coopérative régionales, construit à Pringy une deuxième usine près de Vitry-le-François.
En 1977, Union Providence Malt est créée, réunissant une quinzaine de coopératives.
En 1982, création du G.I.E. malt Europ filiale de Champagne Céréales Développement, transformé en SICA MALTEUROP en 1984.
Au début des années 1980, les groupes coopératifs procèdent à des reprises de sites (S.A. Moselle à Metz et de la S.A. Vandecastelle à Aire-sur-la-Lys).
En 1984, Malteurop nait par la fusion des deux unions régionales : Union Providence Malt et Union Champagne Malt.
À partir des années 1990, Malteurop connaît un fort développement international,,.
En 1996, Malteurop et un partenaire chinois, Hebei Bada Group, créent une malterie en joint venture. En 2002, Malteurop a racheté la totalité des parts détenues par Hebei Bada Group.
En 2006, fermeture de la malterie du Port Colbert, à Reims. L'outil industriel qui transforme 83 000 t d'orge en malt par an est vieillissant et il y a surcapacité de fabrication de malt en Europe alors que la consommation de bière est en baisse.
Grâce à l’acquisition de la société ADM Malting (Archer Daniels Midland Company) en août 2008, Malteurop renforce sa position mondiale en s’implantant dans 4 pays stratégiques pour la production d’orge de brasserie. À savoir : le Canada, les États-Unis, l’Australie et la Nouvelle-Zélande.

## Données économiques
Le groupe Malteurop se dispute la place de chalenger mondial avec Malteries Soufflet du groupe Soufflet.
Le leader mondial est Boortmalt (filiale d'Axéréal) avec le rachat de Cargill France fin 2019.
En 2018, le groupe compte 1 100 collaborateurs départis sur 23 sites industriels dans 14 pays.

## Stratégie
La production d'orge est l'une des productions la plus rentable à l'hectare (avant le blé). Malteurop, et les entités qui l'ont précédées, se sont d'abord construit dans l'objectif d'offrir des débouchés aux productions d'orges locales, puis d'apporter de la valeur aux céréaliers.
Les perspectives de consommation de bière en Europe sont quasi stables. Ce qui n'est pas le cas de l' Amérique latine et l'Asie qui apparaissent comme des marchés d'avenir. Le constat d'un accès à la bière au plus grand nombre dans les pays en développement avant accéder au marché plus élitique du vin est régulièrement vérifié. Aujourd'hui, Malteurop cherche de la valeur ajoutée en s'implantant dans les zones à consommation croissante de bière et à forte rentabilité en accompagnant les brasseurs dans leur développement.

## Groupe Vivescia
Vivescia, premier groupe coopératif agricole et agroalimentaire français spécialiste des céréales[réf. nécessaire], appartient à 11 000 agriculteurs du nord-est de la France et est un actionnaire majeur de Vivescia Industries dont  Malteurop Groupe fait partie. Cet actionnariat permet à Malteurop d'assurer la sécurité des approvisionnements en orges brassicoles, de suivre la traçabilité de ses produits,